# Eucalyptus triflora
Eucalyptus triflora är en myrtenväxtart som först beskrevs av Joseph Henry Maiden, och fick sitt nu gällande namn av William Faris Blakely. Eucalyptus triflora ingår i släktet Eucalyptus och familjen myrtenväxter. Inga underarter finns listade i Catalogue of Life.